# Guerre à la Terre
Guerre à la Terre est une série de bande dessinée de science-fiction en noir et blanc. La série est d'abord publiée dans l'hebdomadaire Coq hardi entre 1946 et 1947. Elle est rééditée en albums dans les années 1970.
- Scénario : Marijac
- Dessins : Auguste Liquois (tome 1), Pierre Duteurtre (tome 2)

## Albums
- Tome 1 (1975)
- Tome 2 (1976)

## Publication

### Éditeurs
- Glénat : Tomes 1 et 2 (première édition des tomes 1 et 2).

### Actualisation
- Conséquence amusante de la guerre froide, l'histoire a été modifiée. Initialement, les Soviétiques faisaient face au premier assaut des Martiens, dans le désert de Gobi. Ensuite, c'est dans le désert d'Iran que se sont déroulés les mêmes épisodes. Ivan est devenu Iva, et on a rajouté des cheveux frisés aux uniformes russes!

### Périodiques
- Coq hardi en 1946 et 1947.